# Sukodono (Karangrejo)
Sukodono is een bestuurslaag in het regentschap Tulungagung van de provincie Oost-Java, Indonesië. Sukodono telt 2078 inwoners (volkstelling 2010).